# Milpa

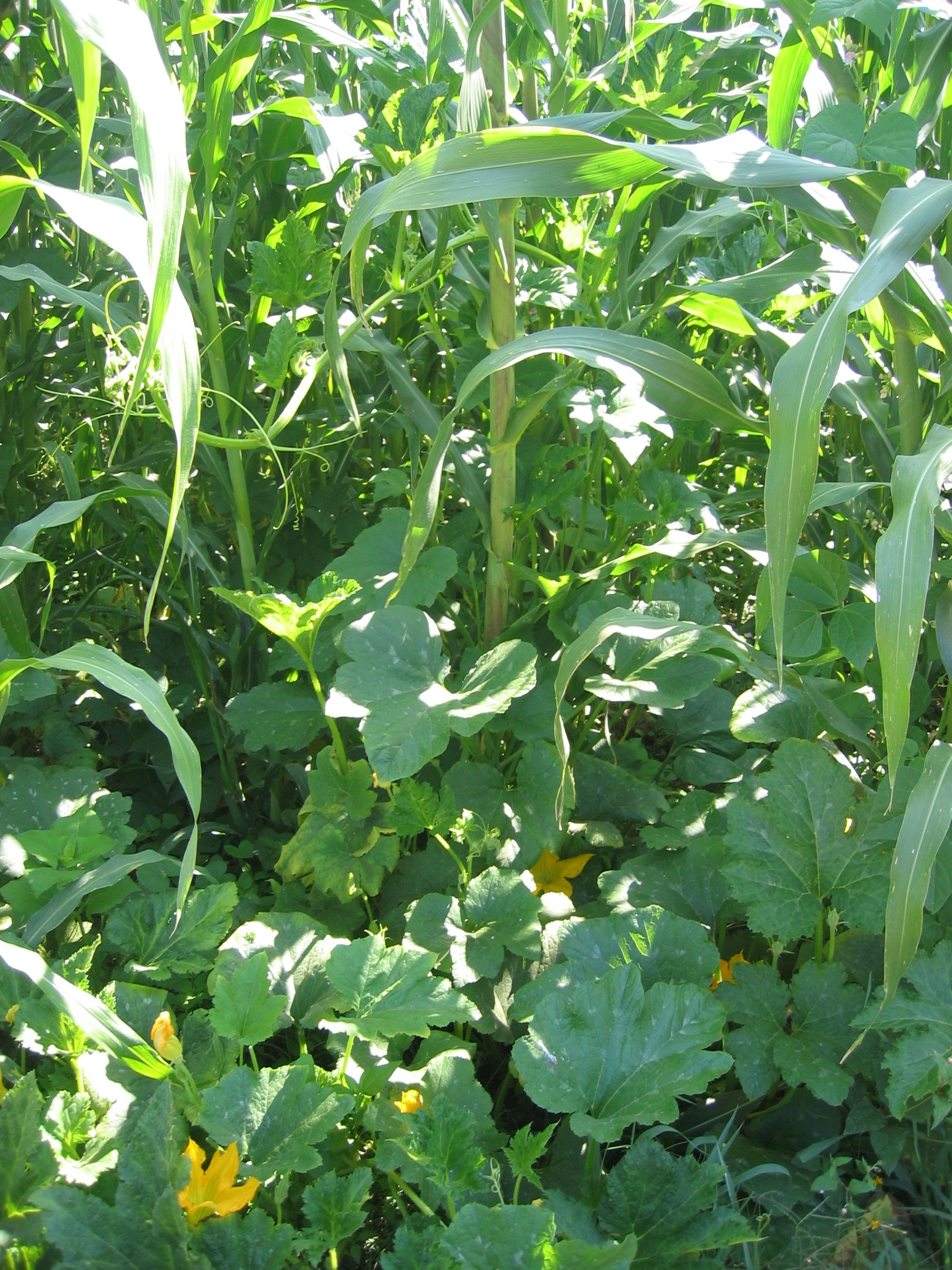
Trilogía milpera: maíz, frijol, calabaza.

La milpa es un agroecosistema mesoamericano cuyos principales componentes productivos son maíz, frijol y calabaza (apodados a veces "las tres hermanas"), complementados por el chile en algunas regiones. Este término se utiliza, en regiones fuera del ámbito mesoamericano, en los campos sembrados de maíz. El nombre milpa deriva del náhuatl milli, parcela sembrada, y pan, encima, en. Literalmente, “lo que se siembra encima de la parcela”. En maya yucateco se le llama kool y conocida como Ecuaro en Purhepecha. Milpa es, entonces, tanto el espacio físico de tierra, la tierra, la "parcela", como las especies vegetales, la diversidad productiva que sobre ella crece. Adicionalmente la milpa es también el reflejo de los conocimientos, la tecnología y las prácticas agrícolas necesarias para obtener de la tierra y del trabajo humano los productos necesarios para satisfacer las necesidades básicas de la familia campesina. "Hacer milpa" significa realizar todo el proceso productivo, desde la selección del terreno hasta la cosecha. En este sentido, la milpa implica un sistema de conocimientos de la naturaleza y de la agricultura, sinónimo de subsistencia sustentable biológica y social.
La diversidad genética de las especies cultivadas, combinada con la diversidad de plantas espontáneas que aparecen en el terreno, hacen de la milpa uno de los ecosistemas más ricos y complejos de la agricultura campesina.

## Visión de los europeos en elsigloXVI
Cuando en el siglo XVI los españoles llegaron a conquistar lo que actualmente es México, observaron las prácticas indígenas y la milpa mereció su crónica. Tal vez uno de los primeros europeos en estudiar el agro-sistema fue Gonzalo Fernández de Oviedo, cronista español, quien en su obra clásica Historia general y natural de las Indias, islas y tierra firme del mar océano, de 1535, se refiere a ella:

"Del pan de los indios llamado maíz y de cómo se siembra y se coge, y otras cosas a esto concerniente. La manera del pan de los indios es de dos géneros en esta y La Española, muy distintos y apartados el uno del otro. Y aquesto es muy común en la mayor parte de todas las islas y tierra firme y por no lo repetir más adelante, se dirá aquí qué cosa es este pan que llaman maíz y que tal es el que llaman cazabi. El maíz es grano, el cazabi se hace de raíces y cierta planta que llaman Yuca. Para sembrar el maíz tienen los indios esta orden. Nace el maíz en una cañas que hechan unas mazorcas de un geme y mayores y menores, gruesas como la muñeca del brazo, o menos, y llenas de granos gruesos como Garbanzos (pero no redondos de todo punto) y cuando los quieren sembrar talan el monte o cañaveral (porque la tierra donde nace solamente yerba no es fértil como la de los cañaverales y arboledas) y después que se ha hecho aquella tala o roza, quemanla, y queda de aquélla ceniza de lo talado un temple a la tierra como si se estercolara; entonces quedando rasa la tierra, pónense cinco o seis indios (y más o menos según la posibilidad del labrador) uno desviado del otro un paso, en ala puestos y con sendos palos o macanas en las manos, y da un golpe en tierra con aquel palo de punta y meneanle porque abra algo más la tierra y sacanle luego. Y en aquel agujero que hizo hechan con la otra mano siniestra cuatro o cinco granos de maíz que saca de una taleguilla que lleva ceñida o al cuello, y con el pie cierra el hoyo con los granos porque los papagayos y otras aves no los coman. Y luego dan otro paso adelante y hacen lo mesmo, desta forma a compás y prosiguiendo de un tenor, en ala todos aquellos indios siembran hasta que llegan al cabo de la baza o tierra que siembra, y de la misma guisa vuelven al contrario y dan la vuelta sembrando hasta que hinchen toda la baza y la acaben de sembrar.

Pero así como echa cada uno los granos del maíz en el hoyo le cierra luego con el pie, como he dicho, por las aves. Y cuando han de sembrar, un día o dos antes, echan en remojo el maíz que ha de ser sembrado. Y para que aquesto se haga mejor, aguardan a sembrar en tiempo que por las aguas está la tierra de forma que el palo que sirve en lugar de reja pueda entrar tres o cuatro dedos debajo de tierra con pequeño golpe. Este maíz desde a pocos días nace: porque en cuatro meses se coge; y alguno hay más temprano que viene a tres; y otra simiente hay que se coge desde a dos meses después que se siembra. Y en Nicaragua, que es una provincia de tierra firme, hay simiente o maíz que viene a cogerse a los cuarenta días que se sembró; pero es poco lo que se coge de ello, y menudo, y no se sostiene, ni es sino para un socorro, en tanto que llega el otro maíz de los tres meses o cuatro. Y aquesto de los cuarenta días se hace a fuerza de riego, y de la manera que adelante dirá. Así como el maíz va creciendo, tienen cuidado de lo desherbar hasta que está tan alto que el maíz señorea la yerba, y cuando está bien crecido y grana, es menestaer ponerle guarda, en lo cual los Indios ocupan los muchachos, y a este respecto les hacen estar encima de los árboles y de andamios que les hacen de madera y cañas y cubiertos como ramadas por el sol y agua, y a estos andamios llaman barbacoas. Y desde la barbacoa están continuamente dando voces ojeando los papagayos y otras aves que vienen a comer los Maizales".

## Componentes de la siembra en la milpa

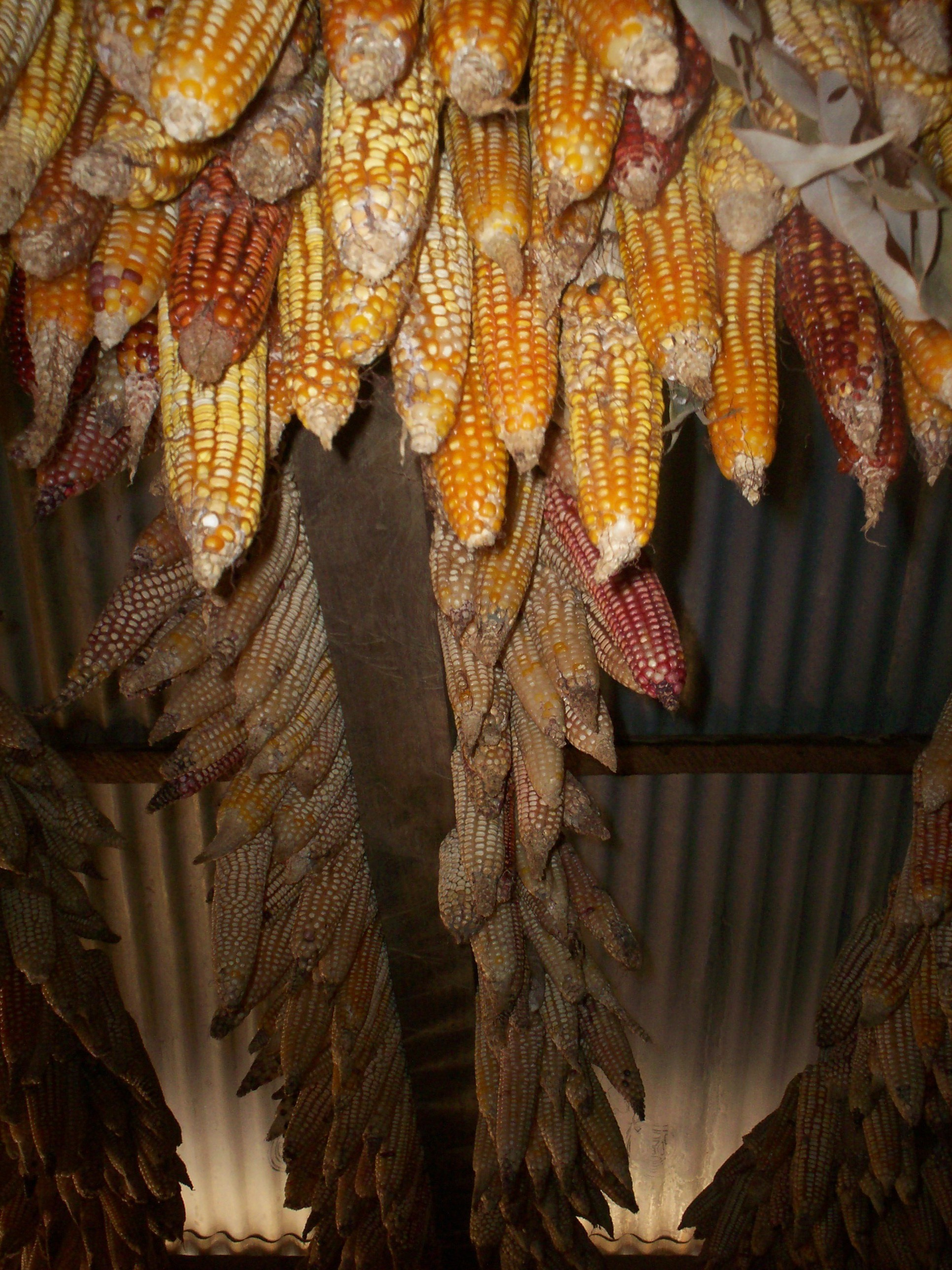
Mazorcas de maíz criollo producto de la actividad milpera en la Sierra Mazateca.

La trilogía clásica milpera está dada por el maíz, el frijol y la calabaza, aunque, sin lugar a dudas, hay otros componentes que son muy importantes, dependiendo de cada región y clima. Entre ellos el chile es el más conspicuo, no solo porque se encuentra omnipresente en el sistema milpero, sino porque también está en la base de la alimentación y la gastronomía mesoamericanas.

### Maíz
El maíz es una planta poaceae anual originaria de América introducida en Europa en el siglo XVI. Actualmente, es el cereal con mayor volumen de producción en el mundo, superando al trigo y el arroz. En la mayor parte de los países de América, el maíz constituye la base histórica de la alimentación regional y uno de los aspectos centrales de las culturas mesoamericana y andina.

### Frijol
Los frijoles, son las semillas comestibles de Phaseolus vulgaris, una especie anual de la familia de las fabaceas.
Es una planta originaria de América que se cultiva en todo el mundo. Existen numerosas variedades y de ellas se consumen tanto las vainas verdes (Ejotes, judías verdes o chauchas) como los granos secos.
Los frijoles comunes empezaron a cultivarse aproximadamente 7000 años a. C. en el sur de México.
En México, los nativos cultivaron los frijoles blancos, negros, y todas las demás variedades de color. También las semillas pequeñas y la de mayor tamaño.

### Calabaza
La calabaza, o calabacín, es una de las dos variedades de Cucurbita pepo, planta herbácea anual de la familia de las cucurbitáceas oriunda del Nuevo Mundo, cuyo fruto se emplea como alimento. En la actualidad es también cultivada extensamente en toda Europa como calabazas de verano, cuyos frutos se consumen inmaduros.
Es una planta rastrera que puede llegar a los 10 m de longitud, de tallos acanalados y de aspecto áspero y sarmentoso hojas pubescentes, lobuladas y acorazonadas.

### Chile
El chile, que es un género botánico denominado Capsicum, comprende varias especies de plantas, emparentadas con el tomate, oriundas del Continente Americano. El fruto —llamado en diversos países ají, chile (xilli), pimiento, guindilla, morrón, peperonchino se consume en diferentes preparaciones y se emplea también como base para colorantes en alimentos y cosméticos. En Mesoamérica y particularmente en México, el chile está normalmente presente en la milpa, dependiendo de la región y el clima y, desde luego, también se encuentra en la base de la alimentación y de la gastronomía.

## Sistemas de siembra y cultivo
Los sistemas de siembra practicados por los campesinos milperos son tradicionales y derivan de costumbres profundamente arraigadas en las comunidades maiceras. Recientemente han adquirido notoriedad al colocarse, los métodos para preparar el suelo, en el centro de un debate teórico ecológico, en el que unos afirman el carácter nocivo de los sistemas de cultivo ancestrales de los milperos, mientras otros los presentan como esquemas de producción convenientes y amistosos hacia el medio ambiente, cuando son practicados racionalmente. Una práctica común en el ejercicio milpero, es el de preparar la tierra para su cultivo mediante el procedimiento denominado de roza, tumba y quema, que es el método que está en entredicho. Hay que reconocer sin embargo que la milpa como concepción agronómica integral no necesariamente está asociada a tal procedimiento de preparación del terreno para su cultivo.
Al margen de los procesos de preparación de la tierra, las técnicas de siembra y cultivo de la milpa, han sido también calificadas de rudimentarias e improductivas. Lo cierto es que éstas, están en la base de la cultura popular en muchas regiones de los países mesoamericanos, desde México, en el norte, hasta Costa Rica, en el istmo centroamericano. Aún es usada en la milpa, la siembra manual en unidades pequeñas, con mezclas de semillas desarrolladas a partir de experiencias empíricas, a diferencia, por señalar la comparación extrema, de lo que ocurre en los grandes plantíos maiceros del Cinturón maicero (Corn Belt) estadounidense, en que las técnicas altamente mecanizadas que se auxilian de agroquímicos y/o el uso de semillas transgénicas (u OGMs), que publicitan grandes rendimientos en superficies enormes de cultivo del maíz y soja.

## Retos que enfrenta la milpa
La tecnología agrícola milpera manifiesta una constante adaptación y así lo ha hecho durante siglos. Ha habido una modificación constante en los más diversos aspectos: en el calendario agrícola; en las prácticas de cultivo; en la preparación y uso de las semillas; en los instrumentos utilizados y, en general, en las diversas técnicas usadas. Sin embargo, aunque la milpa es susceptible de cambios, la naturaleza y el factor etnológico, impiden en buena medida su transformación radical. Hay muchos autores que consideran que la milpa entraña en su esencia una técnica ecológicamente correcta, cuestión que se ha puesto en duda por otros expertos con un sesgo etnocéntrico por su educación agroindustrial, que acusan a la milpa y sus practicantes de ser agentes destructores del bosque y por tanto de agresores ecológicos.
No cabe duda, sin embargo, que la milpa ofrece un valor social y cultural. Y no solo, sino que también es garantía para preservar la diversidad del maíz. Los campesinos milperos han desarrollado variedades de maíz en muy diversas condiciones ambientales y la milpa protege tal biodiversidad